# دهه ۵۸۰ (پیش از میلاد)

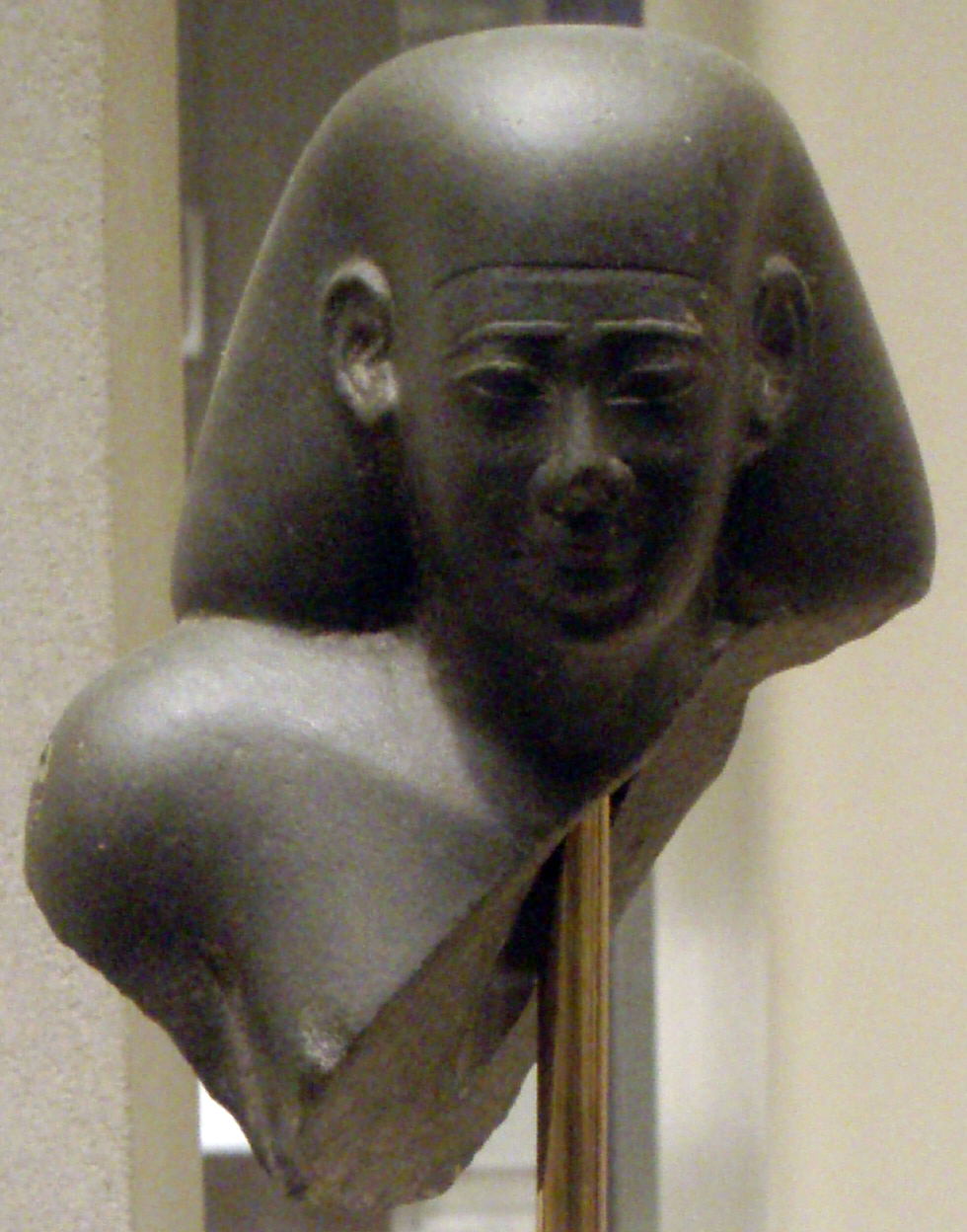
مجسمه برنزی یک فرمانده مصری به نام آماسیس در دوران حکومت فرعون آپرییِس از ۲۶امین سلسله فراعنه.

دهه ۵۸۰ (پیش از میلاد) ۵۸مین دهه قبل از مبدا شروع تقویم میلادی است.

## رویدادها
در این سال خورشید گرفتگی‌ای رخ داد که به وسیله‌ی تالس پیش‌بینی شده بود.